# Eparchie Baalbek-Deir El-Ahmar
Die Eparchie Baalbek-Deir El-Ahmar (lat.: Eparchia Helipolitanus-Rubrimonasteriensis Maronitarum) ist eine im Libanon gelegene Eparchie der maronitischen Kirche mit Sitz in Deir El-Ahmar.

## Geschichte
Die Anwesenheit  christlicher Kirchengemeinden in der Stadt Baalbek lassen sich bis in das Jahr 96 zurückverfolgen, nachweislich residierte hier der erste christliche Bischof. Kaiser Konstantin der Große (um 288 – 337) hatte den Bau einer großen  Kirche angeordnet, die Ausgrabungsarbeiten begannen 1933. Im Jahre 1671 wurde die maronitische Eparchie Baalbek gegründet, sie ist die älteste maronitische Diözese.
Die Reorganisation der gesamten maronitischen Kirche (Organisation) und ihrer Diözesen im Libanon begann mit der libanesischen Synode von 1736. In den Jahren 1977 und 1990 fanden weitere Umstrukturierungen statt. Seit dem 4. August 1977 gehörte auch Zahlé zum Bistum, schließlich wurde am 9. Juni 1990 die endgültige Diözese „Baalbek-Deir El Ahmar“ gegründet. Zum ersten Bischof wählte die maronitische Synode am 5. August 1990 Erzbischof Philippe Boutros Chebaya.
Das Gebiet des Bistums deckt 27 Prozent der Fläche des Libanon ab, es umfasst die Städte Baalbek und  Hermel, es stößt im Osten und Norden an die libanesisch-syrische Grenze, im Westen reicht es an das Hochgebirge und im Süden schließt es sich an die Bistumsgrenzen der 1990 gegründeten Eparchie Zahlé an.

## Ordinarien

### Bischöfe der Eparchie Baalbek
- Antonio Gazeno, 1808–1858
- Giovanni Hagg, 1861–1890, dann Patriarch von Antiochia
- Giovanni Murad, 1892–1937
- Elias Richa, 1937–1953
- Abdallah Nujaim, 1954–1966
- Chucrallah Harb, 1967–1977, dann Bischof von Jounieh

### Bischöfe der Eparchie Baalbek e Zahlé
- Georges Skandar, 1977–1990, dann Bischof von Zahlé

### Bischöfe der Eparchie Baalbek-Deir El-Ahmar
- Philippe Boutros Chebaya, 1990–1995
- Paul-Mounged El-Hachem, 1995–2005, dann Titularerzbischof von Darnis
- Simon Atallah OAM, 2005–2015
- Hanna Rahmé OLM, seit 2015